# لفظة صوتية
اللفظة الصوتية هي الجزء من الكلام يعتبر وحدة للفظ بحسب ضوابط تختلف من لغة لأخرى.

ضابط اللفظة الصوتية في اللغة الإنجليزية هو أن بها نبرا أوليا واحدا فقط. مثلا تقسم الجملة العامية 
 إلى خمسة لفظات صوتية فبكل واحدة منها نبر واحد فقط.

## وصلات خارجية
- Janet C. E. Watson. A syntax of Ṣanʻānī Arabic